# كلينت هولمز
كلينت هولمز (بالإنجليزية: Clint Holmes)‏ هو مغن مؤلف أمريكي، ولد في 9 مايو 1946 في بورنموث في المملكة المتحدة.

## وصلات خارجية
- كلينت هولمز على موقع IMDb (الإنجليزية)
- كلينت هولمز على موقع ميوزك برينز (الإنجليزية)
- كلينت هولمز على موقع ديسكوغز (الإنجليزية)